# Avon Futures Tennis Championships
L'Avon Futures Tennis Championships, disputé dans plusieurs villes des États-Unis, est un tournoi de tennis féminin du circuit professionnel WTA concluant la série annuelle des tournois « Futures » lors des saisons 1978 à 1982.
En simple, l'épreuve se dispute selon les modalités dites du « round robin ». Séparées en deux poules de quatre joueuses, la meilleure de chacune est qualifiée directement pour les demi-finales ; les 2e et 3e de chaque poule doivent, quant à elles, s'affronter au cours d'une phase éliminatoire, les deux gagnantes se hissant à leur tour dans le dernier carré.
Claudia Kohde-Kilsch s'est imposée lors des éditions 1981 et 1982. 

## Palmarès

### Simple
| No | Date       | Nom et lieu du tournoi              | Catégorie | Dotation | Surface         | Vainqueure           | Finaliste        | Score          |         |
| -- | ---------- | ----------------------------------- | --------- | -------- | --------------- | -------------------- | ---------------- | -------------- | ------- |
| 1  | 20-03-1978 | Avon Futures Championships, Atlanta | Futures   | 35 000 $ | NC              | Julie Anthony        | Marita Redondo   | 6-3, 6-3       | Tableau |
| 2  | 13-03-1979 | Avon Futures Championships, Orlando | Futures   | 35 000 $ | Dur (ext.)      | Kathy Jordan         | Regina Maršíková | 4-6, 6-1, 6-4  | Tableau |
| 3  | 02-04-1980 | Avon Futures Championships, Edmond  | Futures   | 50 000 $ | Terre (ext.)    | Regina Maršíková     | Andrea Jaeger    | 6-2, 6-2       | Tableau |
| 4  | 01-04-1981 | Avon Futures Championships, Boise   | Futures   | 50 000 $ | Moquette (int.) | Claudia Kohde-Kilsch | Ann Kiyomura     | 7-64, 3-6, 6-4 | Tableau |
| 5  | 15-03-1982 | Avon Futures Championships, Austin  | Futures   | 50 000 $ | Moquette (int.) | Claudia Kohde-Kilsch | Helena Suková    | 7-6, 0-6, 6-3  | Tableau |

### Double
| No | Date       | Nom et lieu du tournoi             | Catégorie | Dotation | Surface         | Vainqueures                      | Finalistes                            | Score         |         |
| -- | ---------- | ---------------------------------- | --------- | -------- | --------------- | -------------------------------- | ------------------------------------- | ------------- | ------- |
| 1  | 20-03-1978 | Avon Futures Championships Atlanta | Futures   | 35 000 $ | NC              | Ann Kiyomura Valerie Ziegenfuss  | Jane Stratton Mimi Wikstedt           | 6-3, 6-4      | Tableau |
| 2  | 13-03-1979 | Avon Futures Championships Orlando | Futures   | 35 000 $ | Dur (ext.)      | Sherry Acker Mary Carillo        | Marjorie Blackwood Kym Ruddell        | 7-6, 2-6, 7-6 | Tableau |
| 3  | 02-04-1980 | Avon Futures Championships Edmond  | Futures   | 50 000 $ | Terre (ext.)    | Marjorie Blackwood Pam Whytcross | Lindsay Morse Candy Reynolds          | 7-5, 7-6      | Tableau |
| 4  | 01-04-1981 | Avon Futures Championships Boise   | Futures   | 50 000 $ | Moquette (int.) | Sherry Acker Paula Smith         | Christiane Jolissaint Marcella Mesker | 7-5, 7-6      | Tableau |
| 5  | 15-03-1982 | Avon Futures Championships Austin  | Futures   | 50 000 $ | Moquette (int.) | Pat Medrado Cláudia Monteiro     | Jan Lehane Mimi Wikstedt              | 6-0, 6-1      | Tableau |